# Flores (Açores)
Flores (en portuguès Ilha das Flores, 'illa de les flors') és una illa de l'arxipèlag de les Açores, Portugal. És el punt més occidental d'Europa i té una superfície de 142 km² i una població de 4.300 habitants.
L'illa apareix coberta de milers de hortènsies a l'estiu, encara que això no és l'origen del seu nom. L'illa es trobava profusament poblada per una espècie d'origen nord-americà anomenada Solidago sempervirens, de la família de les Asteràcies les llavors van arribar arrossegades pel vent i van trobar a l'illa un hàbitat ideal. Les seves flors de color groc cobrien extenses superfícies, d'aquí que l'illa fos batejada Ilha de Flores.

## Història
L'illa va ser descoberta en 1452 per Diogo de Teive i el seu fill João de Teive. L'illa va ser colonitzada al principi pel noble flamenc Willem van der Haegen (conegut a Portugal com Guilherme da Silveira). Van der Haegen havia arribat a les Açores el 1469, i va viure durant un temps a l'illa de Faial, traslladant-se després a Terceira, on va viure uns anys abans de marxar cap a Flores.
Posteriorment va abandonar Flores perquè l'illa estava molt aïllada i no es trobava en les rutes navals cap a Europa; a més, l'illa resultava poc fèrtil. D'aquesta manera, l'inici del poblament permanent de l'illa es va realitzar durant el regnat del rei Manuel I de Portugal, l'any 1510, i els colons van venir principalment del nord de Portugal. Originalment l'illa va rebre els noms de São Tomás i Santa Maria.
Durant el període de la Unió Ibèrica, l'illa va ser atacada dues vegades per corsaris anglesos, al juliol de 1587 ia l'agost de 1591. Fracassant en el seu intent de conquerir l'illa.

## Geografia

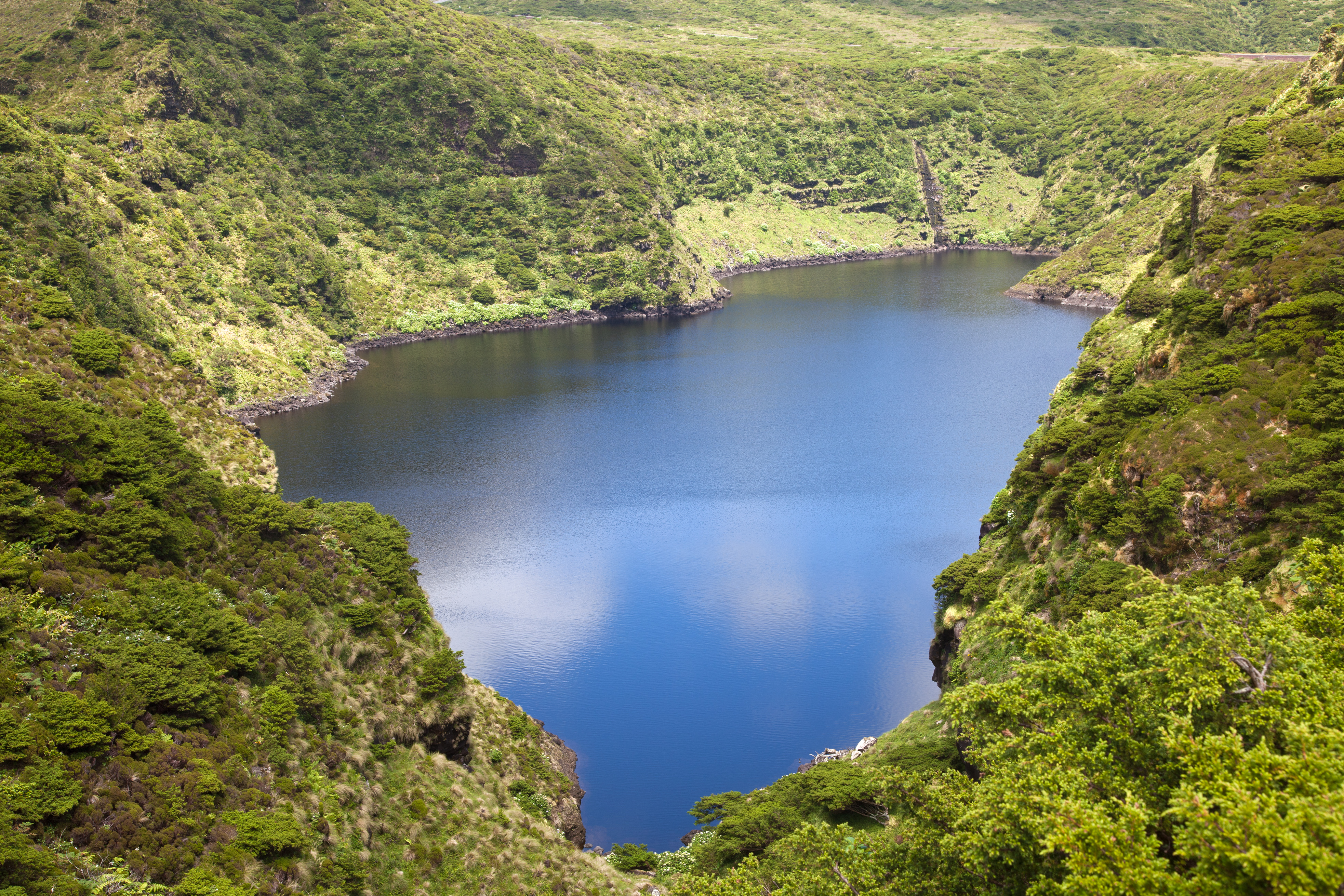
Caldeira Comprida, a l'interior de l'illa.

Flores, al costat de la illa de Corvo, està situada a la Placa Nord-americana de la Dorsal mesoatlántica i pertany al grup occidental de les illes a l'arxipèlag de les Açores. Situada al mig de l'Oceà Atlàntic, és el punt més occidental de l'Europa. La distància entre el Cap da Roca, en Portugal (1.835 km) i la Illa de Terranova, al Canadà (1.936 km) és molt similar.
L'illa té valls profundes i alts pics; Morro Alt és el lloc més alt de l'illa, aconseguint una altitud de 914 metres, mentre que el Pico da Burrinha, el Pico dos Sete Pés i Marcela són altres alts pics de l'illa. Flores té diversos volcans inactius; Caldeira Funda va entrar en erupció per última vegada en 1200 i Caldeira Comprida a 950 a. C. En molts llocs on l'aigua es recull en les calderes volcàniques (o caldeiras en portuguès), es formen llacs: hi ha set d'aquests llacs a l'illa. Les Águas Quentes són petites fonts termals d'aigua sulfurada bullint. La Gruta de Enxaréus és una enorme caverna, d'uns 50 metres de llarg per 25 d'ample.
El 27 de maig de 2009, Flores va ser triada com una de les àrees que s'inclourien en la llista de la Xarxa Mundial de Reserva de la Biosfera de la UNESCO en el Programa d'l'Home i la Biosfera celebrat a Jeju, Corea de Sud, juntament amb les illes de Graciosa i Corvo. El programa apunta a les dimensions ecològiques, socials i econòmiques de la pèrdua de biodiversitat i la reducció d'aquesta pèrdua. Utilitza la seva Xarxa Mundial de Reserves de Biosfera com a vehicles per compartir coneixements, investigació i monitoratge, educació, capacitació i presa de decisions participatives amb les comunitats locals.

## Economia
L'economia de l'illa és principalment agrícola, amb el cultiu de taro i cereals com activitats principals. A causa que els primers pobladors són de el nord de Portugal, les cases i els carrers de l'illa s'assemblen a les que es troben allà. Portugal té un acord militar amb França que permet a aquest país tenir una base a la regió. Santa Cruz das Flores que alberga l'únic aeroport de l'illa. El seu principal port comercial es troba a Lajes das Flores. A Santa Cruz hi ha el ferri a l'illa de Corvo, i a sud de la vila, els pescadors operen de forma comercial a Porto Boqueirão.

## Clima
El microclima de parc forestal de Fazenda permet el desenvolupament d'un gran nombre i varietat d'espècies exòtiques de tot el món. Segons la classificació climàtica de Köppen, Illa de Flores té un clima subtropical humit que frega el clima oceànic. El seu clima és influenciat en gran manera per la corrent càlida del Golf i el mar circumdant, el que resulta en un rang estret de temperatures i un clima humit. Els hiverns són suaus i plujosos amb una mitjana de febrer de 13,6 ° C. Els estius són suaus amb la temperatura mitjana a l'agost de mitjana de 25,3 ° C. Al llarg de l'any, les temperatures rares vegades superen els 30 ° C o cauen per sota de 5 ° C. La precipitació és important durant tot l'any encara que els estius són més secs que els mesos d'hivern i hi ha 240 dies amb precipitació mesurable.

## Divisió administrativa
L'illa està dividida en dos municipis o conselhos: a l'extrem nord de l'illa hi ha Santa Cruz das Flores, capital del consell homònim i al sud hi ha la vila de Lajes das Flores, també seu de consell.

## Galeria

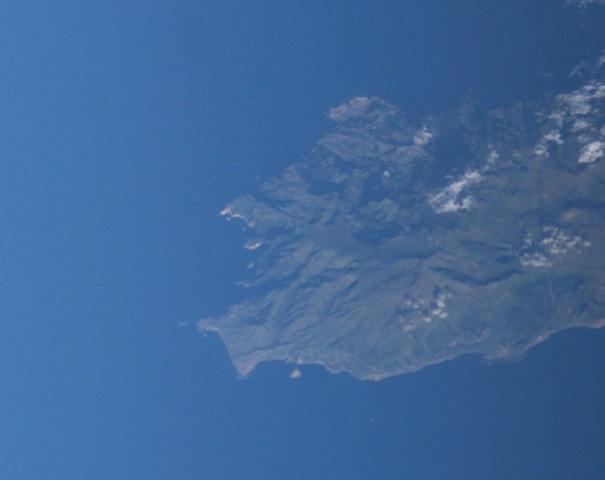
Imatge de satèl·lit de l'illa de Flores.
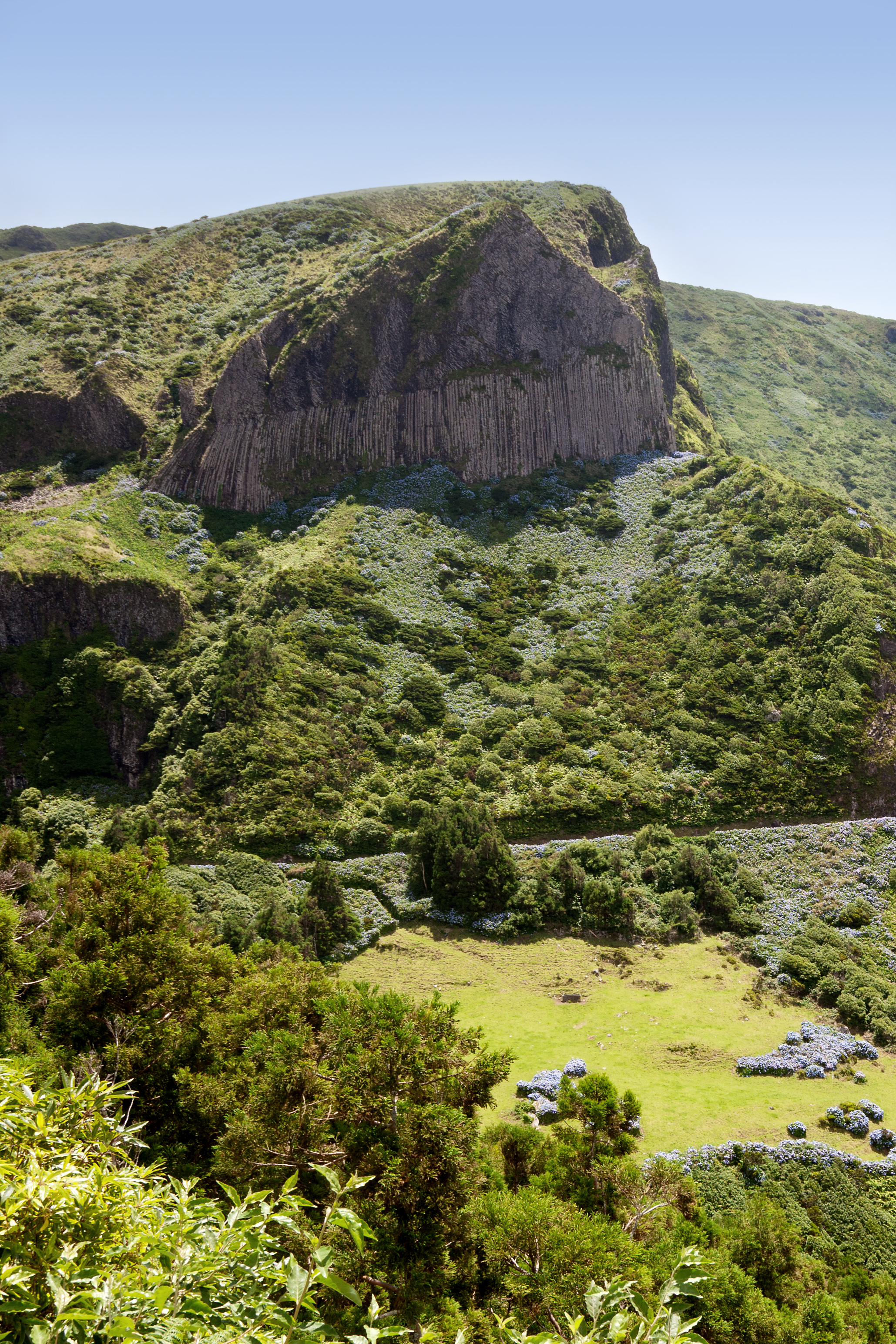
Rocha 2 Bordões, un símbol geològic de Flors.
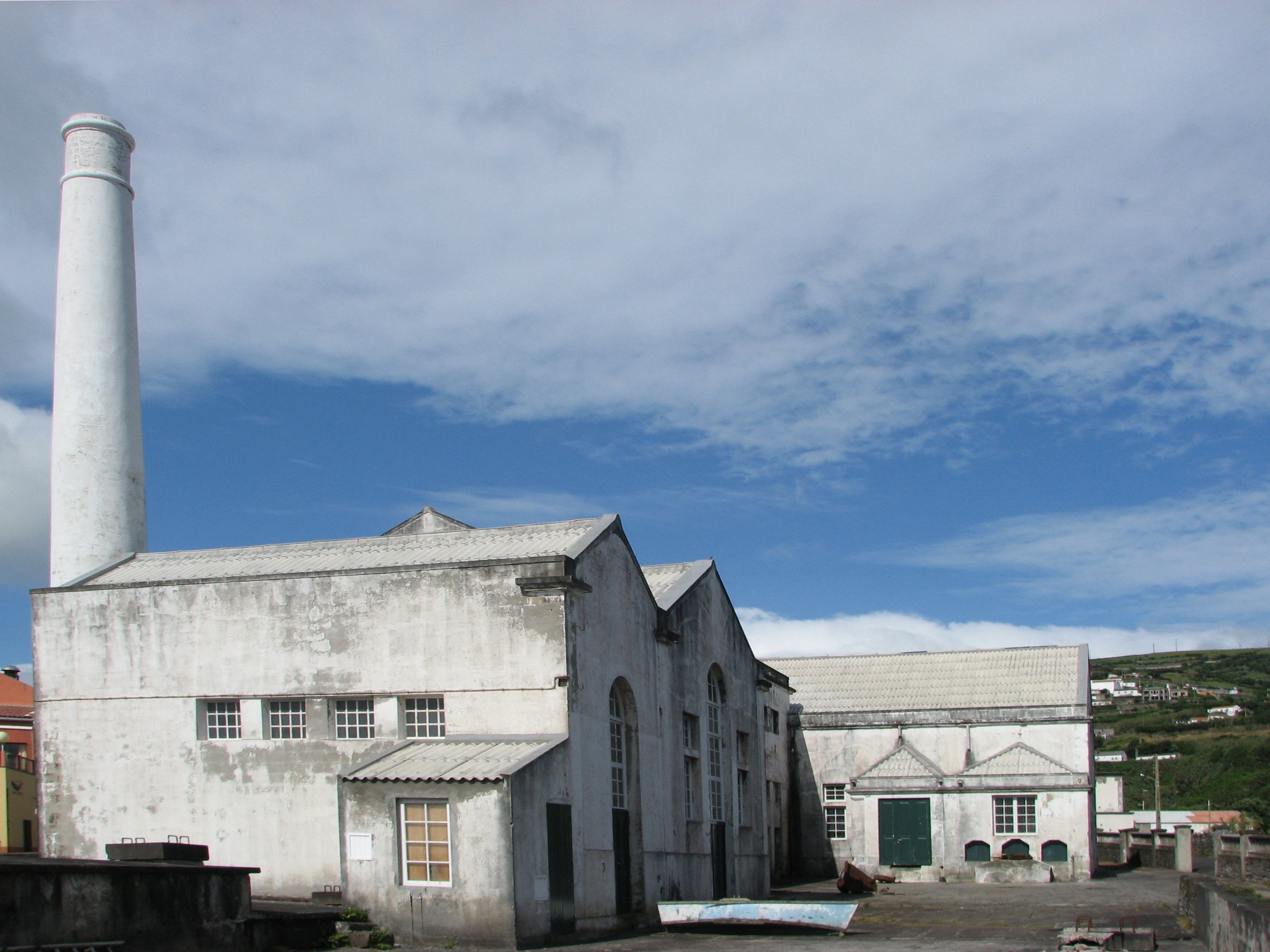
Antiga fàbrica de la indústria balenera a Flores.